# كوبا أمريكا تحت 20 سنة 1954
كوبا أمريكا تحت 20 سنة 1954 (بالإسبانية: Campeonato Sudamericano Sub-20 de 1954)‏ هو الموسم 1 من كوبا أمريكا تحت 20 سنة. أشرف على تنظيمه كونميبول، وكان عدد الأندية المشاركة فيه 9، وفاز فيه منتخب الأوروغواي تحت 20 سنة لكرة القدم.